# Kenmooreana nigrifax
Kenmooreana nigrifax är en insektsart som beskrevs av Taylor 1984. Kenmooreana nigrifax ingår i släktet Kenmooreana och familjen rundbladloppor. Inga underarter finns listade i Catalogue of Life.